# Aphyonus rassi
Aphyonus rassi är en fiskart som beskrevs av Nielsen, 1975. Aphyonus rassi ingår i släktet Aphyonus och familjen Aphyonidae. Inga underarter finns listade i Catalogue of Life.